# 김수필 정려
김수필 정려는 대한민국 충청남도 천안시 동남구 성남면 신덕리에 있다. 1995년 5월 10일 천안시의 향토문화유산 제16호로 지정되었다.

## 개요
효자 김수필을 기리기 위해 세운 정려이다.